# Александар Тијанић
Александар Тијанић (Ђаковица, 13. децембар 1949 — Београд, 28. октобар 2013) био је српски новинар и генерални директор РТС-а од 18. марта 2004. до 28. октобра 2013. године.

## Биографија
Рођен је у Ђаковици, живео је у Подујеву и Приштини. Након завршетка средње школе студирао је новинарство на Факултету политичких наука у Београду, одакле је, као један од најбољих студената након треће године студија позван у недељник НИН, где је најпре радио у документацији и на другим пословима. Професионалну каријеру започиње 1976. као новинар и касније уредник НИН-а. Објавио је велики број ауторских текстова и коментара широког тематског спектра.
Био је и главни уредник Интервју-а 1984-85. Сарађивао је у готово свим водећим југословенским листовима и часописима.
Писао је за загребачке недељнике „Старт” и „Данас”, сплитску „Недјељну Далмацију” где је у током седам година писао колумну An pasan и за сарајевско „Ослобођење”. 
На ТВ Београд имао је сталне рубрике и коментаре у више емисија из културе Петком у 22, Ноћном програму. На ТВ Сарајево водио је са Мирјаном Бобић Мојсиловић и Драганом Бабићем емисију Умијеће живљења у којој су емитовани разговори са контроверзним личностима из јавног живота Југославије. Од 1991. био је главни уредник „Спортског журнала”.
Био је оснивач и први директор ТВ Политике, као и први директор БК телевизије 1994. године. Од 1996. је био министар информисања у влади Мирка Марјановића, после пет месеци поднео је оставку, а на том месту га је наследила Радмила Милентијевић. Покренуо је 1997. дневни лист „Грађанин” који је кратко излазио, а од 1998. до 1999. је писао колумну у недељнику „Европљанин”. Од 2001. до 2004. био је саветник за медије председника СР Југославије Војислава Коштунице. Биран је 2004. и 2009. за директора РТС.
Продуцент је многих телевизијских серија и више филмова.
Преминуо је, 28. октобра 2013. године, у Београду, у 64. години живота. Сахрањен је 1. новембра 2013, у Алеји заслужних грађана на Новом гробљу у Београду. Отац је ћерке Заре и сина Стефана.

## Дела
Објавио је неколико књига-збирки новинских чланака и есеја:
- „Шта ће бити с нама”, 1988.
- „Како је пропао бољшевизам”, 1990.
- „Тајни живот Срба и Хрвата”, 1992.
- „Ја и нико мој”, 2013.[11]